# Lista de campeãs do carnaval de São Leopoldo
Lista de campeãs do carnaval de São Leopoldo, Rio Grande do Sul.
| Ano                                                                | Escola                      | Enredo | Ref.          |
| ------------------------------------------------------------------ | --------------------------- | --- | ------------- |
| 1985                                                               | Acadêmicos do Rio Branco    | Mar dos Deuses, Lendas e fantasias.                                                                                 | [ 1 ]         |
| 1986                                                               | Acadêmicos do Rio Branco    | Os Jardins Suspensos do Samba.                                                                                      | [ 1 ]         |
| Não ocorreram desfiles em 1987 e 1988.                             |                             | |               |
| 1989                                                               | Acadêmicos do Rio Branco    | Xuxa e suas Paquitas                                                                                                | [ 1 ]         |
| 1990                                                               | Acadêmicos do Rio Branco    | Marajás | [ 1 ]         |
| 1991                                                               | Acadêmicos do Rio Branco    | Nelson Gonçalves | [ 1 ]         |
| 1992                                                               | Gladiadores da Feitoria     | Mãe África | [ 1 ]         |
| 1993                                                               | Gladiadores da Feitoria     | Ali Babá e as mil e uma noites.                                                                                     | [ 1 ]         |
| 1994                                                               | Império do Sol              | Veja só no que deu a loucura é tudo isso.                                                                           | [ 1 ] [ 2 ]   |
| 1995                                                               | Gladiadores da Feitoria     | | [ 1 ]         |
| 1996                                                               | Imperatriz Leopoldense      | | [ 1 ]         |
| 1997                                                               | Imperatriz Leopoldense      | | [ 1 ]         |
| 1998                                                               | Imperatriz Leopoldense      | | [ 1 ]         |
| 1999                                                               | Imperatriz Leopoldense      | | [ 1 ]         |
| 2000                                                               | Imperatriz Leopoldense      | Encanto e magia recebem a Imperatriz.                                                                               | [ 1 ]         |
| Não ocorreu desfile em 2001.                                       |                             | |               |
| 2002                                                               | Império do Sol              | Vinho, Néctar dos Deuses fonte de vida.                                                                             | [ 1 ] [ 2 ]   |
| 2003                                                               | Imperatriz Leopoldense      | Um novo mundo é possível, vamos renascer das cinzas.                                                                | [ 1 ]         |
| 2004                                                               | Império do Sol              | Pelotas, a capital francesa no Rio Grande do Sul do Século XIX.                                                     | [ 1 ] [ 2 ]   |
| 2005                                                               | Acadêmicos do Rio Branco    | Festival de Parintins.                                                                                              | [ 1 ]         |
| 2006                                                               | Império do Sol              | O homem viaja nas asas da imaginação e liberta o sonho de voar.                                                     | [ 1 ] [ 2 ]   |
| 2007                                                               | Gladiadores da Feitoria     | Sou doutor, sou Gladiador, da humanidade - Sou vencedor, das festividades eu sou mentor: Dagoberto Goulart, o Dagô. | [ 1 ] [ 3 ]   |
| 2008                                                               | Acadêmicos do Rio Branco    | No Jubileu da Acadêmicos, a inspiração é a raça e a fibra de Angélica Nery.                                         | [ 1 ] [ 4 ]   |
| 2009                                                               | Império do Sol              | A Império do Sol mostra neste Carnaval: Ser diferente é ser igual.                                                  | [ 5 ]         |
| 2010                                                               | Imperatriz Leopoldense      | A Jovem Imperatriz, ao Completar 15 Anos de História, Recebe o Seu Imperador.                                       | [ 6 ]         |
| 2011                                                               | Imperatriz Leopoldense      | Igualdade, dignidade e respeito, a Imperatriz faz do 8 de março uma luta por novas conquistas.                      | [ 7 ]         |
| 2012                                                               | Acadêmicos do Rio Branco    | Ô Abre-alas para o Jubileu de Glórias em Verde-e-Rosa.                                                              | [ 8 ]         |
| 2013                                                               | Império do Sol              | Xaxá, um mulato brasileiro no reino dos Alafins de Oyó.                                                             | [ 9 ] [ 10 ]  |
| 2014                                                               | Império do Sol              | Gramado. Império da Magia                                                                                           | [ 11 ] [ 12 ] |
| 2017                                                               | Império do Sol              | Quicumbis e Maçambiques: A Resistência de Um Povo, Salve a Mãe África                                               | [ 13 ]        |
| 2018                                                               | Império do Sol              | A Império do Sol Desafia, façam suas apostas, o Jogo Começou                                                        | [ 14 ] [ 15 ] |
| 2019                                                               | Estação Primeira de São Léo | Para matar a sede...                                                                                                | [ 16 ] [ 17 ] |
| Em 2020 e 2021 não houve desfile por conta da pandemia do Covid-19 |                             | |               |
| 2022                                                               | Estação Primeira de São Léo | Um Carnaval das Estrelas                                                                                            |               |
| 2023                                                               | Estação Primeira de São Léo | Carta Aberta para uma Nova Era                                                                                      | [ 18 ]        |